# Zeta Tucanae
Zeta Tucanae (ζ Tuc / HD 1581 / HR 77 / GJ 17) es una estrella en la constelación de Tucana de magnitud aparente +4,23. Es la tercera estrella más brillante de la constelación detrás de α Tucanae y γ Tucanae. 
Zeta Tucanae es una estrella blanco-amarilla de tipo espectral F9V cuya temperatura efectiva es de 5900 K, unos 120 K más caliente que la del Sol. Con una masa semejante a la solar, es un 26% más luminosa que nuestra estrella.
Su radio es un 8% más grande que el radio solar y gira sobre sí misma con una velocidad de rotación proyectada próxima a cero.
Presenta una baja metalicidad —abundancia relativa de elementos más pesados que el helio— con un valor en torno al 60% del solar.
Se piensa que tiene una edad aproximada de 4840 millones de años, muy parecida a la del Sol (4600 millones de años).
Observaciones en el infrarrojo realizadas con el telescopio espacial Spitzer revelan un exceso a 70 μm, lo que se relaciona con la presencia de un disco circunestelar de polvo.
Zeta Tucanae se encuentra a 28 años luz del sistema solar. Las estrellas más cercanas a ella son dos enanas rojas, Gliese 54 y Gliese 877, a 3,1 y 6,2 años luz respectivamente.
No se han detectado objetos del tamaño de una enana marrón —con masa comprendida entre 20 y 80 veces la masa de Júpiter— dentro de las 10 UA más próximas a la estrella.
Zeta Tucanae se encuentra entre los objetivos prioritarios del Terrestrial Planet Finder (TPF) para la búsqueda de planetas terrestres que puedan albergar vida.